# Griståget
Griståget var ett turnésamarbete under 1993 mellan Eddie Meduza och Svullo. Namnet var en travesti på Rocktåget. På turnén medverkade även fakiren el-Salama och strippan Nadja Palme. Turnén fick avbrytas efter att Meduza kollapsat på väg till en spelning. Han hade drabbats av förstorat hjärta och fick föras till sjukhus, men återhämtade sig senare.